# Za Torem (Zarudzie)
Za Torem – część wsi Zarudzie w Polsce, położona w województwie lubelskim, w powiecie zamojskim, w gminie Nielisz.
W latach 1975–1998 Za Torem administracyjnie należało do województwa zamojskiego.